# Palacio consistorial del I Distrito de París
El palacio consistorial del I Distrito de París es el edificio que albergaba los servicios municipales del 1 distrito de París, Francia.
Está situado en la Place du Louvre, apartado del trazado de la rue du Louvre, junto a la Iglesia de Saint-Germain-l'Auxerrois, de la que es la contraparte, y frente a la columnata del Louvre de Claude Perrault.
Presenta una arquitectura ecléctica pero en gran medida inspirada en el estilo gótico de Saint-Germain-l'Auxerrois, al que responde su fachada.

## Historia

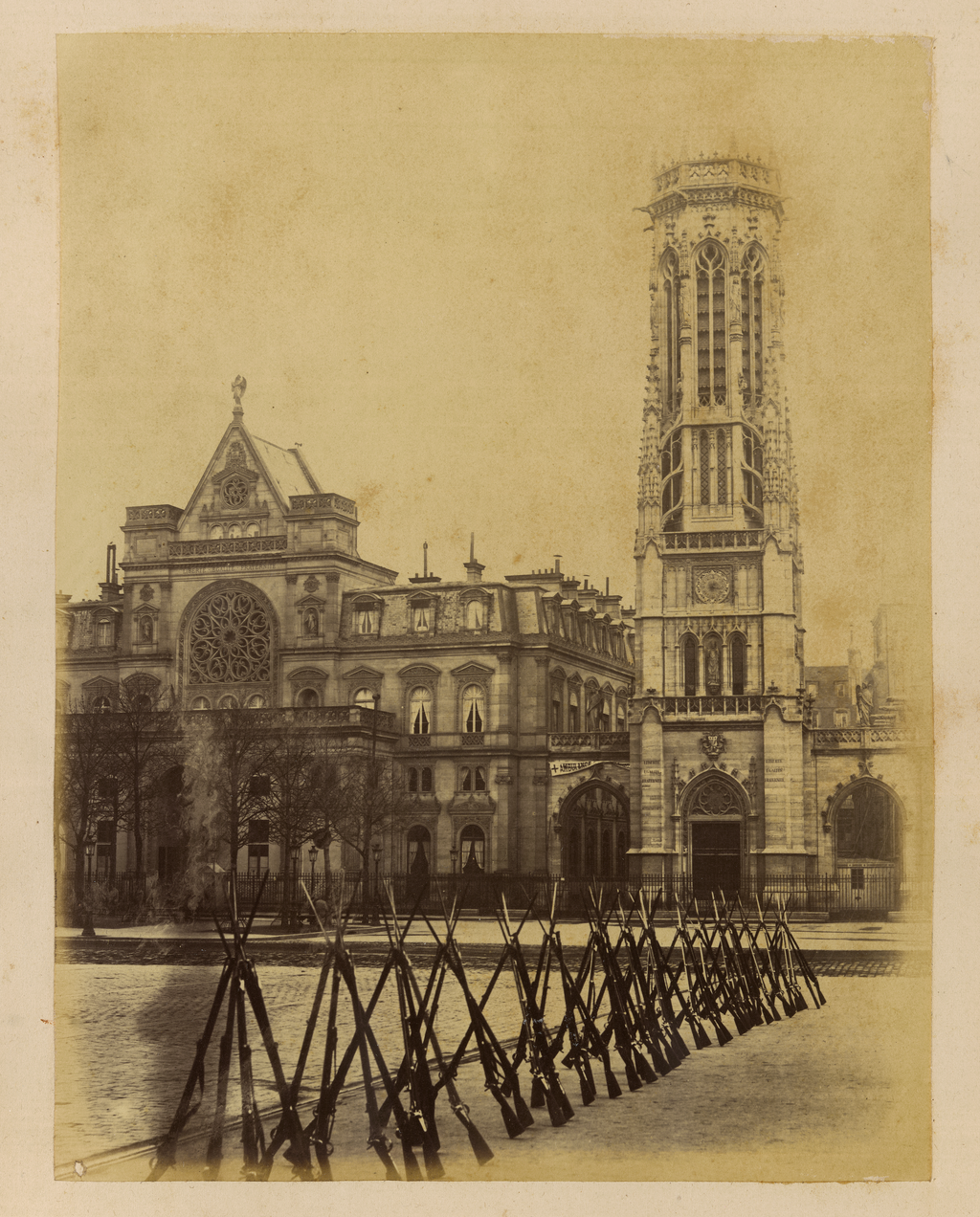
1870-1871.

Fue diseñado por el arquitecto Jacques Hittorff y construido entre 1858 y 1863. En 1860, de acuerdo con la ley del 16 de junio de 1859, la creación, dentro del perímetro del recinto fortificado de Thiers, de veinte distritos, en lugar de doce, que desde 1793 constituían un mosaico administrativo contenido dentro del recinto de los agricultores generales.
Siendo relativamente compleja la división administrativa de París realizada durante la Convención, se decidió, en 1860, que los nuevos distritos se establecieran, de manera más lógica, a partir del Sena, en el sentido de las agujas del reloj. El I distrito estaba ubicado en el centro de esta espiral, se creó sobre los barrios que antes pertenecían al antiguo IV distrito, Louvre, Saint-Honoré, distritos de Bancos y Mercados, hasta el antiguo, II los distritos de Butte des Moulins y Palais-Royal, hasta los antiguos III y V, distritos de rue Montmartre, Saint-Eustache y Montorgueil y en el antiguo I, distrito de las Tullerías.
El antiguo I Distrito, cuya sede municipal estaba situada en la rue d'Anjou en el Hôtel de Contades, se extendía por todo el 8 distrito actual y parte del 16 Distrito entre la Place Charles-de-Gaulle, el Pont de l'Alma y la Place du Trocadéro.
El I Distrito comprendía, como todos los demás, cuatro distritos: Saint-Germain-l'Auxerrois, Les Halles, Palais-Royal y Place Vendôme.
En 1860, el distrito tuvo la suerte de contar con un nuevo consistorio que acababa de construirse para el antiguo distrito IV, cuyo edificio municipal estaba ubicado hasta entonces en la place du Chevalier-du-Guet en el hôtel du Chevalier-du-Guet que desapareció cuando se crearon la rue de Rivoli y la rue des Halles.
El 11 de julio de 2020 se creó el sector Centro de París, que reúnio los cuatro distritos centrales de París. De acuerdo con los resultados de una votación de los ciudadanos, el consistorio del distrito III se convirtió en el consistorio del sector y el del distrito I fue obligado a albergar los equipos encargados de la organización de los Juegos Olímpicos y Paralímpicos de 2024 y los sistemas de asistencia a personas sin hogar.
El verano de 2021, la Ciudad de París inició la creación de una Maison de la Jeunesse, Información y Documentación Juvenil, en este edificio.

### Desarrollo del espacio frente a la columnata del Louvre
La limpieza de la columnata del Louvre había comenzado a preocupar a arquitectos y urbanistas desde finales del siglo XVII. Se prevé entonces la creación, en el barrio, de una importante plaza y la apertura de una avenida en dirección al Ayuntamiento de París. Pero la presencia de la iglesia de Saint-Germain-l'Auxerrois hizo irrealizable este proyecto. Entre los años 1755 a 1776, el arquitecto Jacques-Germain Soufflot logró crear una plataforma frente a la columnata. Durante el período Revolucionario, se despejó el espacio que da a la iglesia de Saint-Germain-l'Auxerrois y, a principios del Primer Imperio, Napoleón se interesó por el proyecto del antiguo eje Este-Oeste, y propuso una avenida triunfal entre la columnata del Louvre y la Place du Trône.
La creación de la Place du Louvre fue declarada de utilidad pública en 1853, cuando Napoleón III y el prefecto Haussmann estaban a punto de completar la rue de Rivoli que, desde el Primer Imperio, se detenía a la altura de la rue de Rohan.
El prefecto Haussmann reprodujo en la plaza la arquitectura homogénea que caracterizaba los edificios de la rue de Rivoli, cuyas arcadas, en 1855, habían llegado hasta la rue des Poulies. Por lo tanto, las arcadas semicirculares fueron esenciales para los dos grandes edificios que enmarcan la plaza, en el lado de la rue de Rivoli y en el lado del Quai du Louvre. Frente a la columnata del Louvre, se necesitaba un edificio equivalente en masa y silueta a la fachada de la Iglesia de Saint-Germain-l'Auxerrois. Jacques Hittorff fue el responsable de construir el " consistorio del louvre ".

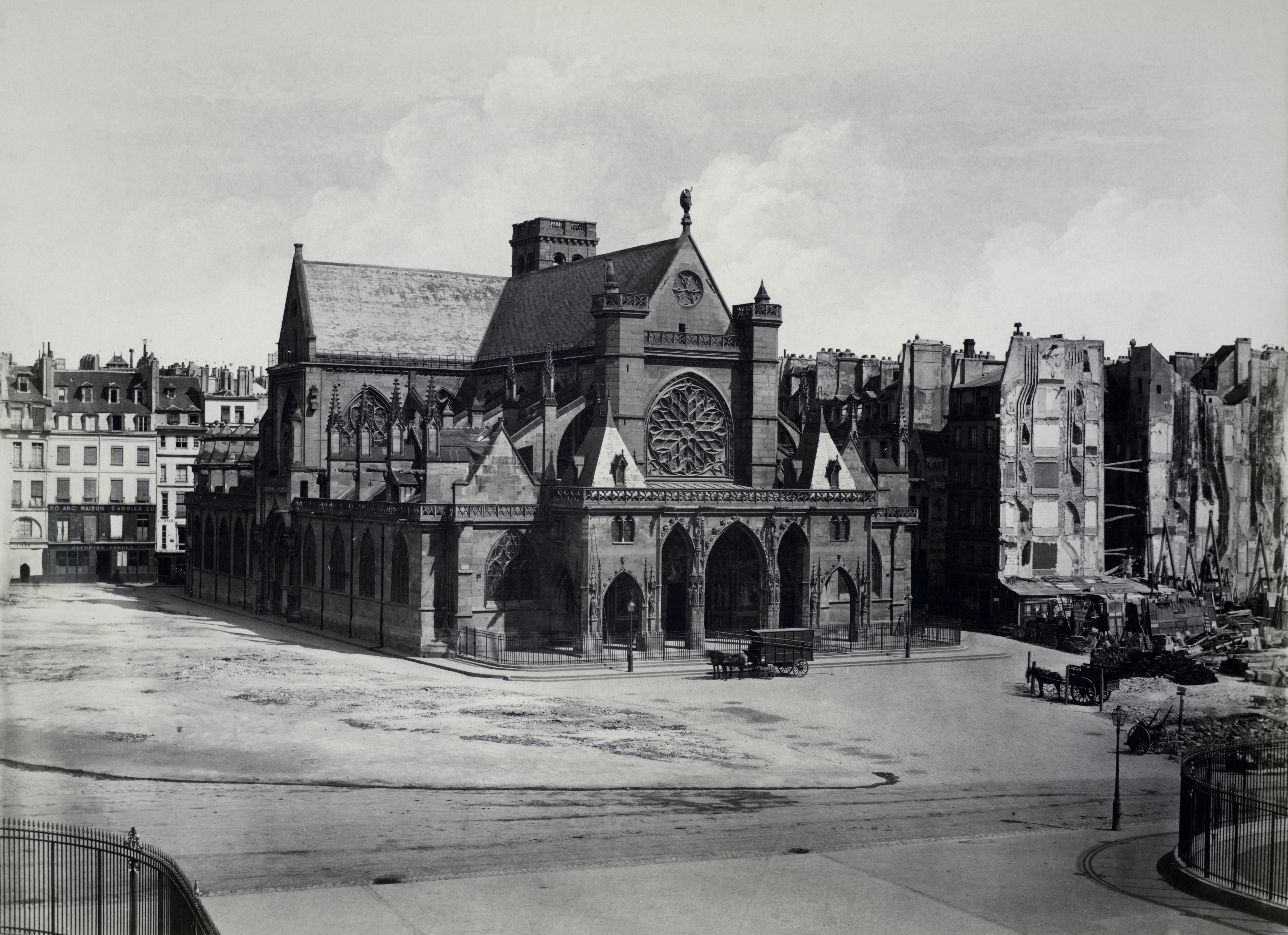
Creación de la Place du Louvre en 1858.
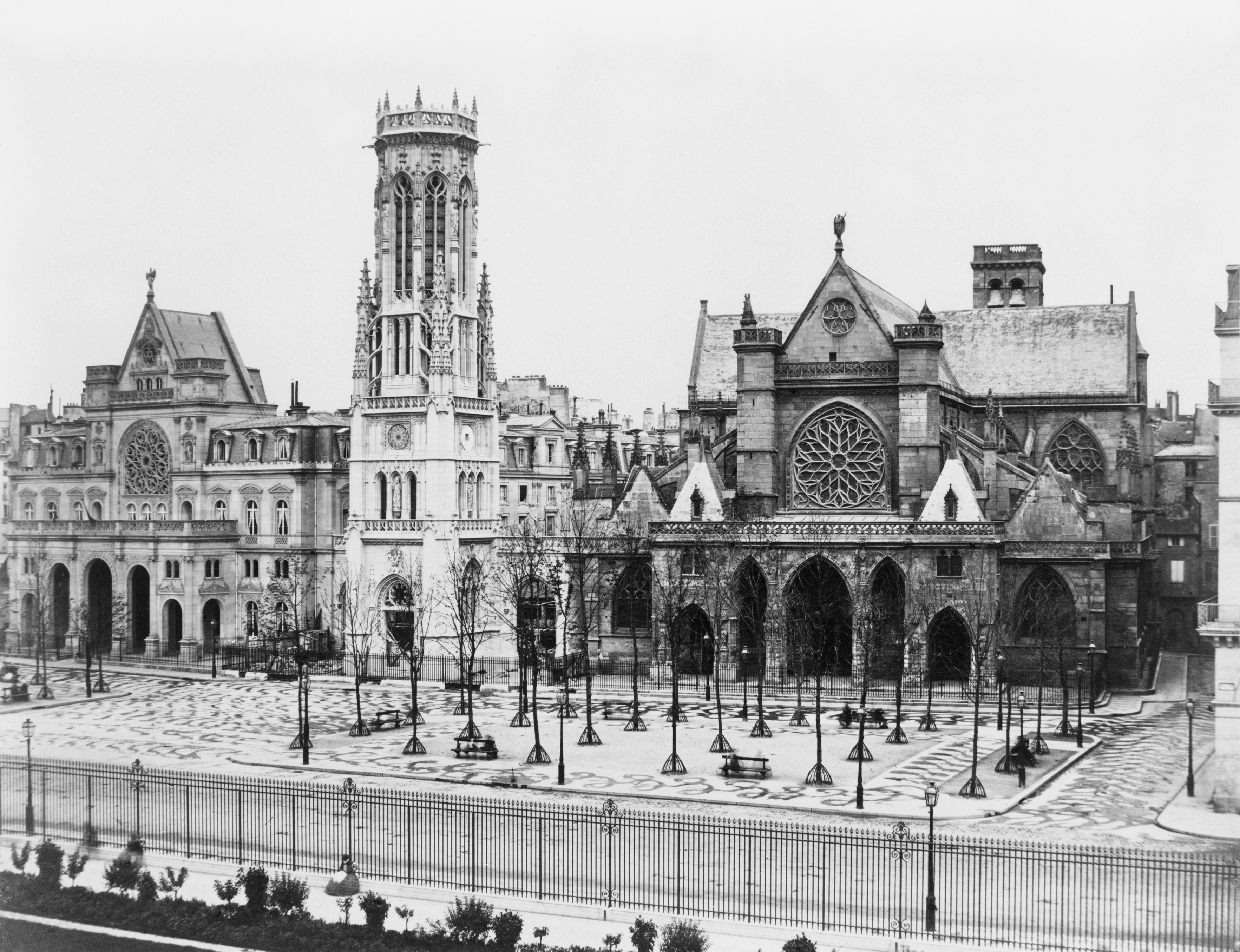
Place du Louvre entre 1858 y 1870, vista por Édouard Baldus.
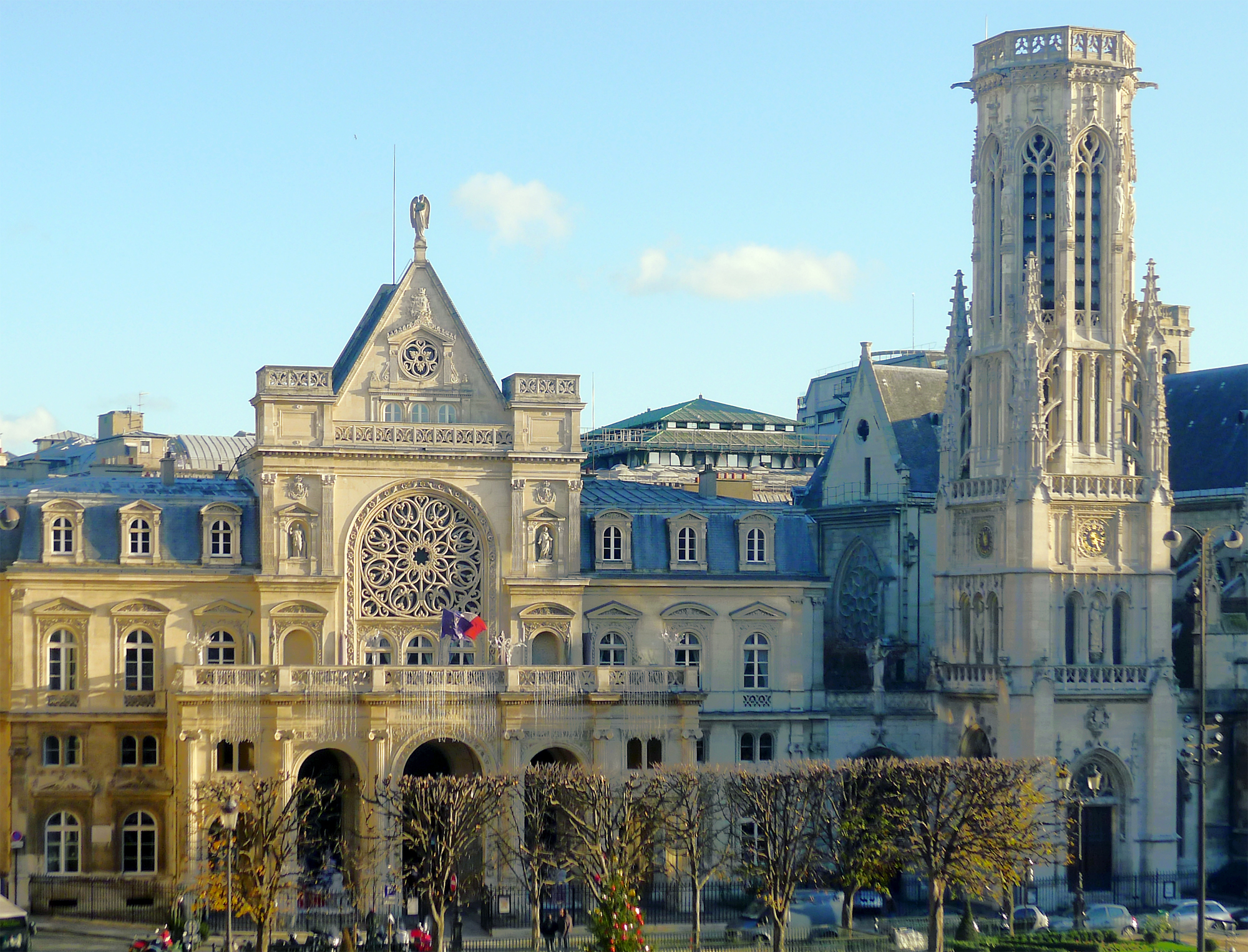
Vista desde el Palacio del Louvre (2011).

## Descripción
Haussmann quería que el consistorio recuerda la iglesia vecina con su silueta, simbolizando "la asociación, justamente ponderada, de las actas del Registro Civil y las Ceremonias religiosas que las consagraron". Hittorff utilizó el vocabulario arquitectónico clásico inspirado en el Renacimiento temprano con columnas, balaustradas, frontones y marcos de ventanas decorados en alto relieve, tanto en las fachadas exteriores como en las del cour d'honneur. Frente a la Place du Louvre, el pórtico reproducía exactamente el ritmo de los cinco arcos de altura desigual del pórtico de la iglesia de Saint-Germain-l'Auxerrois. el 1 planta, entre los torreones, se sitúa allí un gran rosetón . Haussmann, en sus Memorias, juzga severamente que se trata de un " pastiche, de estilo moderno, del gótico bastardo de la Iglesia » y lamenta ser parcialmente responsable.

#### Campanario
Situado entre el consistorio y la iglesia de Saint-Germain-l'Auxerrois, la construcción del campanario se emprendió en 1858 sobre los planos de Théodore Ballu que acababa de restaurar, de 1852 a 1855, la torre de Saint-Jacques. De estilo gótico flamígero -que suele tomarse por el campanario de la iglesia- comunicada a ambos lados de los dos edificios por dos puertas del mismo estilo que dan acceso a la plaza que los separa, mide treinta y ocho metros de altura y consta de cuatro pisos desiguales. Un torreón colocado en la fachada posterior contiene la escalera de caracol. El campanario está decorado con gárgolas, pilastras, arbotantes, vanos ojivales ajimezados . En el primer piso están las estatuas de los obispos Saint Germain l'Auxerrois, Saint Landry, Saint Denis y los reyes Childebert, Clovis, Pépin le Bref, Philippe Auguste, Saint Louis, Hugues Capet, Carlomagno y Dagoberto.

#### Salón de bodas
Es el lugar más espectacular del edificio, debido a su ubicación frente a la columnata del Louvre. Incluye un conjunto escultórico de Jean-Baptiste Klagmann. Arriba, entre la cornisa y el techo, en los tímpanos semicirculares, se pueden ver tres composiciones del pintor Albert Besnard, alegorías tituladas Le Printemps, ou le matin de la vie, L'Été, ou le milieu de la Life y Invierno, o la Tarde de la Vida, conjunto decorativo creado en 1887.